# Hohentwiel (Radar)

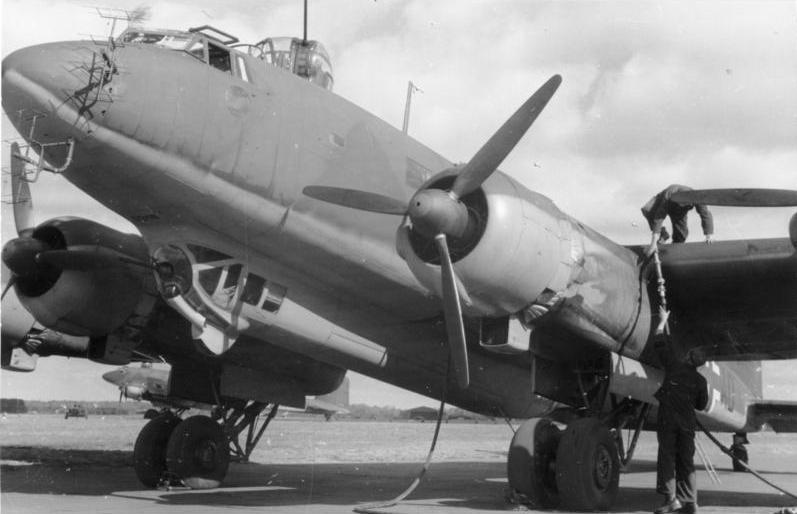
Fw 200 mit Radarantenne des FuG 200

Das FuG 200 „Hohentwiel“ war ein Radargerät der deutschen Luftwaffe im Zweiten Weltkrieg. (FuG steht als Abkürzung für Funkgerät.) Es wurde ab 1938 bei der Firma C. Lorenz in Berlin entwickelt. Das Gerät war ursprünglich für die Ausschreibung der Luftwaffe für das neue FuMg 40L geplant (bodengestütztes Feuerleitradar). Nachdem der Wettbewerber Telefunken mit seinem „Würzburg“-Gerät diese Ausschreibung gewonnen hatte, wurde die Weiterentwicklung des Lorenz-Gerätes 1939 zunächst gestoppt.
Ab 1941 wurde das Gerät für eine andere Ausschreibung des Reichsluftfahrtministerium zum Einsatz an Bord von Flugzeugen als Suchradar gegen Schiffe umgebaut. Da keine spezielle Antenne gefordert war, wurden zunächst als einfachste Ausführung drei Antennen gewählt, eine zum Senden, eine zweite zum Empfang von links und eine dritte zum Empfang von rechts. Zur groben Zielführung musste die Empfangsantenne vom Bordfunker von Hand umgeschaltet werden. Später wurde ein motorbetriebener Antennenumschalter eingebaut. Das Empfangssignal wurde auf einer Kathodenstrahlröhre (Typ LB1) optisch dargestellt und so konnte dem Beobachter bzw. Flugzeugführer die Lage des Zieles grob als „links“, „rechts“ oder „gerade voraus“ angezeigt werden. Die größte Reichweite betrug 150 km gegenüber Konvois im Atlantik. Eingebaut wurde das Gerät in Fw-200-, Ju-88- und BV-138-Aufklärungsflugzeugen. Um eine mögliche Erbeutung nach einem Absturz zu verhindern, befanden sich im Gerät mehrere kleine Sprengsätze, die vom Piloten gezündet werden konnten.
Weitere technische Details in dieser Luftwaffendienstvorschrift: Fibel FuG 200 für den Funkwart und Bordfunkmechaniker (PDF).

## U-Boot-Versionen FuMO 61–65
„Hohentwiel U“ war die Anpassung des FuG 200 für die Marine, besonders auf Typ-VII- und IX-U-Booten. Auch eine Anzahl von Wachschiffen und Vorpostenbooten wurden mit diesen Geräten ausgerüstet, um feindliche Flugzeuge, insbesondere auch beim Werfen von Seeminen, zu orten, was die folgende Minenräumaktion erheblich vereinfachte.
- Reichweite bei 8 m Antennenhöhe: 8–10 km gegen Seeziele und 15–20 km gegen Luftziele in einer Flughöhe von 200 m[3]
- 4×6-Dipol nicht seefest installiert, siehe Bild unten.

## Technische Daten
| Eigenschaft               | FuG 200 „Hohentwiel“                                                            |
| Sendefrequenz             | 525–575 MHz (50 cm) selbsterregt                                                |
| Impulsleistung            | 30–50 kW                                                                        |
| Pulswiederholungsfrequenz | 50 Hz                                                                           |
| Impulsdauer               | 2 μs                                                                            |
| Schwenkbereich            | links 30°, Mitte, rechts 30°                                                    |
| Strahlbreite              | ??°                                                                             |
| Antenne                   | 2×4-Element-Dipolgruppe mit Reflektor; Empfangsantennen um 30° seitlich geneigt |
| Reichweite                | - 70 km gegen Kriegsschiffe - 150 km gegen Land - 10 km gegen U-Boote           |
| Gewicht                   | 22 kg                                                                           |
| Stromversorgung           | 24 V, 30 A, Einankerumformer                                                    |
| Röhrenbestückung          | 2× DS323 – später 2× RD12Tf, 1× LG7, 1× LD1, 4× LV1, 2× LG1, 2× LV1             |

## Galerie
- Luftwaffendienstvorschrift mit allen technischen Details
- US-Geheimdienstanalyse von Beutegeräten.

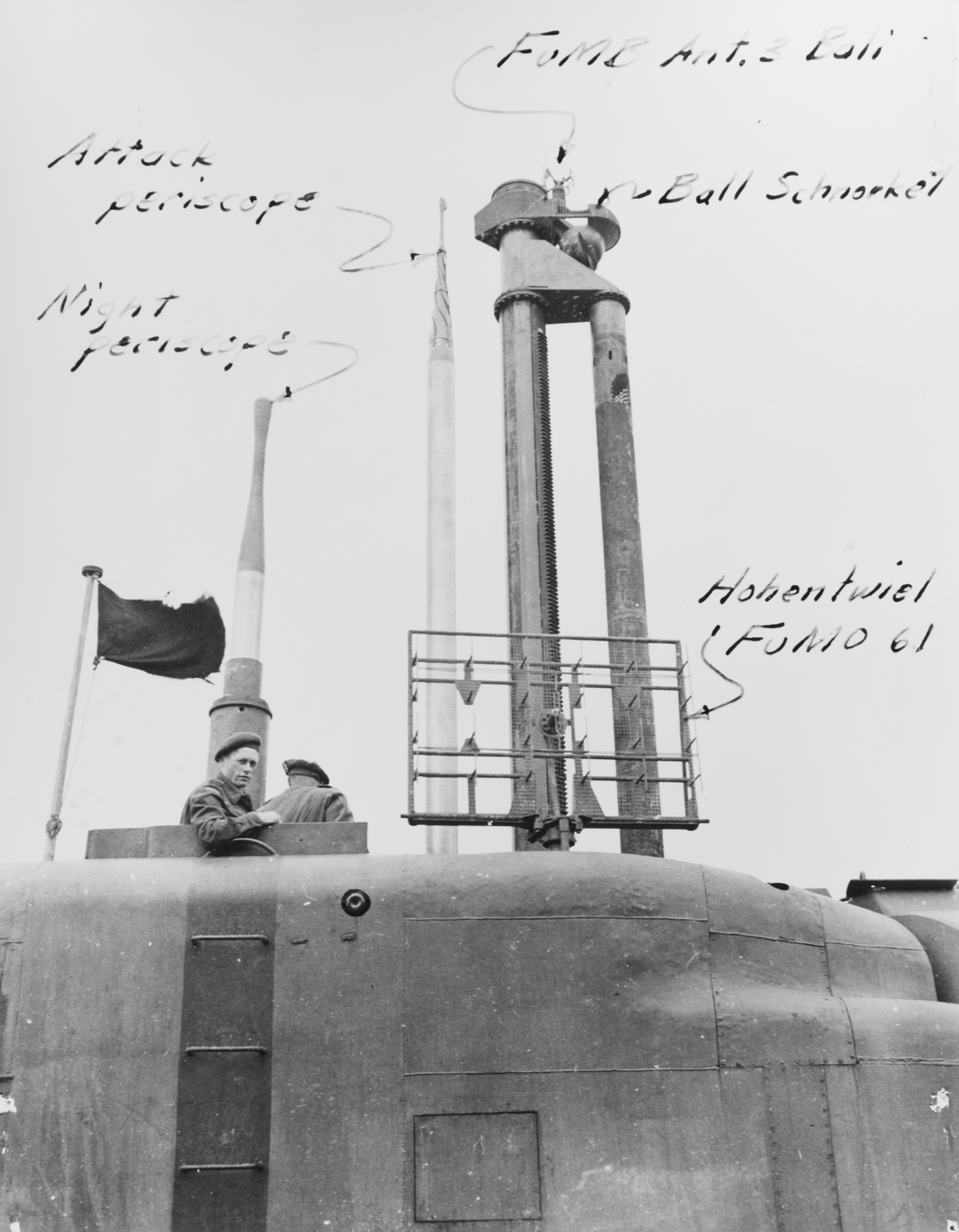
U-Boot-Version FuMO 61 „Hohentwiel“-Antenne sowie FuMO Ant.3 „Bali“ an Bord eines Type-XXI-U-Bootes
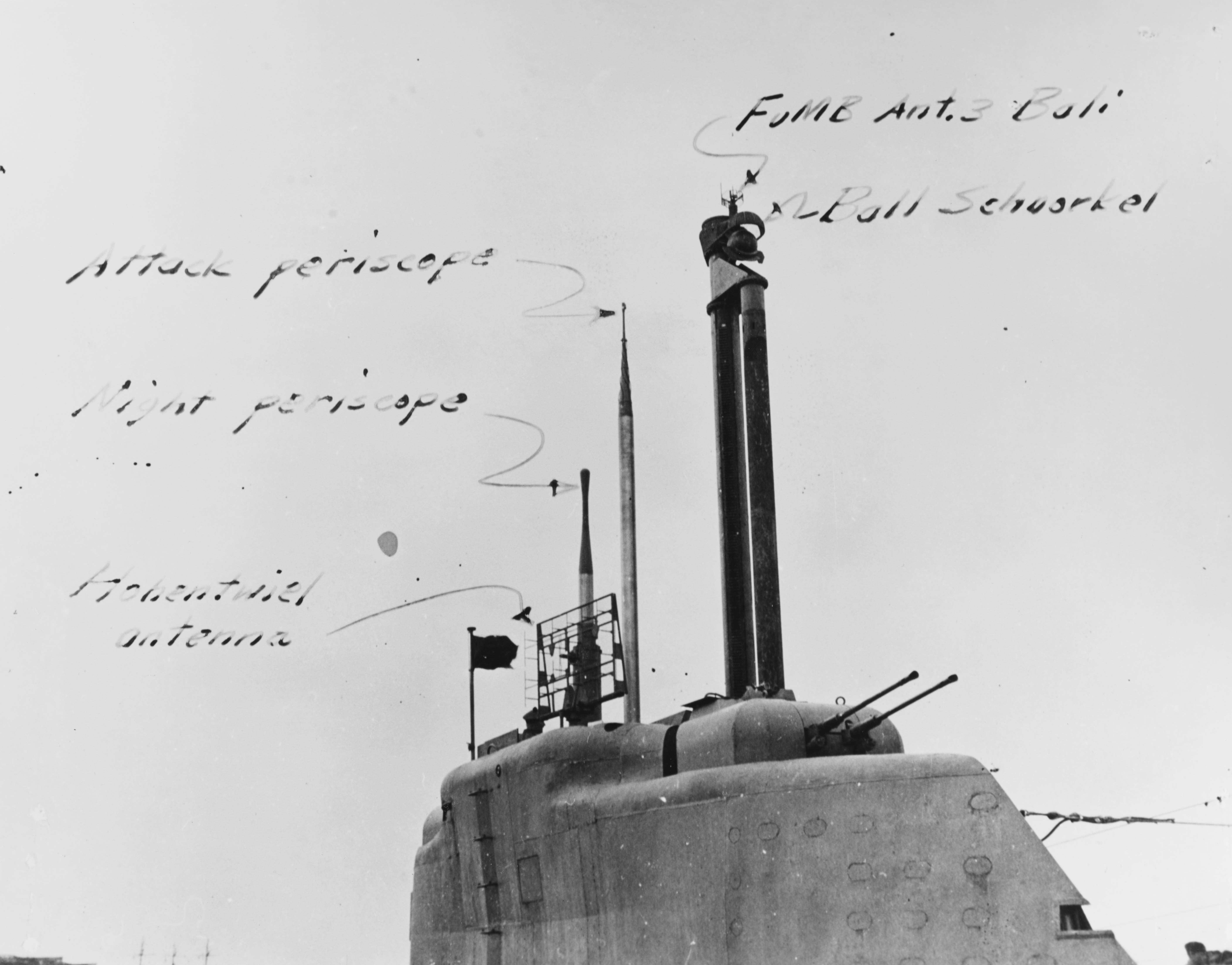
Dasselbe Boot, Ansicht von weiter achtern